# نیو ورنون (نیوجرسی)
نیو ورنون (به انگلیسی: New Vernon) یک منطقهٔ مسکونی در ایالات متحده آمریکا است که در هاردینگ واقع شده است. نیو ورنون ۷۵۴ نفر جمعیت دارد و ۱۰۳ متر بالاتر از سطح دریا واقع شده است.